# Stellar Daisy
O Stellar Daisy foi um navio graneleiro de grande porte, de propriedade do armador sul-coreano Polaris Shipping, com bandeira das Ilhas Marshall. Em 31 de março de 2017, a embarcação naufragou no Atlântico Sul, em uma viagem entre o Brasil e a China, deixando 22 tripulantes desaparecidos.

## Histórico
O navio foi originalmente construído como um petroleiro de casco único do tipo very large crude carrier (VLCC), no estaleiro Mitsubishi Heavy Industries, Nagasaki Shipyard & Machinery Works, em Sapporo, Japão. A construção começou em 23 de julho de 1992 e a embarcação, batizada com o nome Sunrise III, foi lançada em 25 de fevereiro de 1993 e concluída e 2 de julho do mesmo ano.
Em 2007, a Polaris Shipping comprou 4 petroleiros, incluindo o Sunrise III, para convertê-los em graneleiros de grande porte do tipo very large ore carrier (VLOC). Na época, era uma estratégia comum para aumentar em até 14 anos o tempo de uso de embarcações já antigas, além de satisfazer a crescente demanda da China por minério de ferro do Brasil e da África do Sul. Neste tipo de conversão, o tanque central do navio é dividido em vários compartimentos para carga seca, e os tanques laterais passam a ser usados para comportar água de lastro. Após uma série de reforços na estrutura, o resultado final é um graneleiro maior do que os capesize tradicionais. Após a conversão, o navio voltou a navegar como Stellar Daisy, em 2008.

## Desaparecimento
O Stellar Daisy havia deixado o Terminal de Ilha Guaíba, no Rio de Janeiro, em 26 de março de 2017, com destino a Qingdao, na China, carregado com minério de ferro. Em 31 de março, a tripulação enviou ao armador um alerta de que havia entrada de água no casco a bombordo e que a embarcação estava adernando perigosamente. O último contato com o navio foi feito a cerca de 1.500 milhas (2.400 km) da costa do Uruguai.
As buscas por sobreviventes foram iniciadas pelas autoridades uruguaias, com apoio da Marinha Brasileira e da Armada Argentina. Os três países deslocaram 28 embarcações militares e mercantes para a região, e 42 navios participaram indiretamente do procedimento, já que suas rotas passavam pela área do naufrágio. As operações cobriram uma área de 283.000 km², sendo este o maior esforço de busca já realizado pelo Uruguai. Dois tripulantes filipinos foram resgatados numa balsa salva-vidas no sábado, 1º de abril, pelo navio mercante Elpida. Segundo eles, o capitão havia alertado sobre a entrada de água no navio e que o casco estava se quebrando. Os marinheiros relataram, ainda, que viram o navio afundar, e que isso aconteceu muito rapidamente, mas não puderam dizer se o casco havia se partido. Outras duas balsas, vazias, foram encontradas pelo mesmo navio que resgatou os sobreviventes.
As buscas foram oficialmente encerradas pela Marinha do Uruguai em 10 de maio de 2017, após 40 dias de operações. 22 tripulantes não foram encontrados, sendo 14 filipinos e 8 sul-coreanos. A Polaris Shipping fechou um acordo para indenizar as famílias dos desaparecidos, além dos dois tripulantes sobreviventes.

### Possíveis causas
Uma das hipóteses apontadas para a possível causa do naufrágio é a liquefação do minério transportado, resultante de umidade excessiva. Minérios como ferro e níquel, se tiverem umidade elevada no processo de carga, podem se liquefazer durante o transporte, adquirindo um comportamento semelhante ao da lama. O movimento de uma carga liquefeita dentro dos porões pode comprometer perigosamente a estabilidade da embarcação. O Código Marítimo Internacional para Cargas Sólidas a Granel estabelece o limite de umidade para transporte (TML), que deve ser verificado através da análise laboratorial de amostras do minério. Um certificado deve ser entregue ao capitão ou ao seu representante pelo embarcador, garantindo que a umidade da carga não ultrapassa o TML.
Porém, segundo ShipInsight, é improvável que a liquefação tenha causado o naufrágio, já que apenas o terço central do casco era usado para comportar carga, e qualquer movimento do minério estaria restrito a essa parte. Analistas do site Alphabulk também não acreditam que a causa do naufrágio seja liquefação da carga, indicando outra hipótese: problemas estruturais devido à conversão do navio de petroleiro para graneleiro, um tipo de alteração em que diversos riscos são enfrentados, conforme indicado também por Grey (2017). Uma inspeção realizada em Tianjin, em fevereiro de 2017, encontrou 6 irregularidades no Stellar Daisy, incluindo duas relacionadas às portas estanques, mas o navio foi liberado.

### Consequências
A Associação Internacional de Armadores de Navios de Carga Seca (INTERCARGO) emitiu nota encorajando os responsáveis envolvidos a trabalharem em conjunto para descobrir as causas do naufrágio. Após o ocorrido, a segurança de outros petroleiros convertidos em graneleiros nos anos 2000 passa a ser questionada. Dos 32 graneleiros da frota da Polaris Shipping, 19 são resultado deste tipo de conversão.
Em 6 de abril de 2017, foi registrado que o navio Stellar Unicorn, que pertence ao mesmo armador e passou pela mesma conversão, tinha rachaduras no casco. A embarcação, que fazia uma rota similar à do Stellar Daisy, ancorou próximo à Cidade do Cabo para realizar reparos urgentes.
Em 10 de maio do mesmo ano, foram descobertos vazamentos no casco do Stellar Queen, outro petroleiro convertido da Polaris Shipping. O navio ia da China para o Brasil, sem carga. Durante a troca de água de lastro, foram avistadas duas rachaduras no convés superior, com 2,5 m e 1,5 m de comprimento, pelas quais havia água jorrando. O Stellar Queen ancorou próximo a São Luís para passar por inspeção.